# Redzed

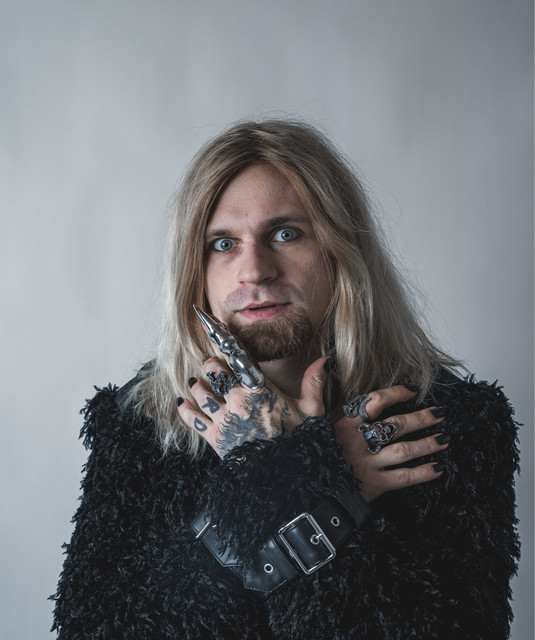
Redzed, 2024

Redzed (* 17. April 1998), mit bürgerlichem Namen Zdeněk Veselý, ist ein tschechischer Rapper und Musikproduzent. Er stammt aus dem Dorf Starovice im Bezirk Břeclav.

## Biografie
Die Genrekombination von Rapmusik mit Nu-Metal oder klassischem Heavy Metal spiegelt sich sowohl in den instrumentalen als auch vokalen Darbietungen seiner Songs wider. In fast jedem Song sind selbst aufgenommene Gitarrensamples enthalten und er produziert auch seine eigenen Beats. Er verwendet ausschließlich Englisch als Sprache für seine Songs.
Veselý beschäftigt sich seit seinem 14. Lebensjahr mit Musik, als er begann Gitarre zu spielen. Er wuchs mit Black Sabbath, Korn und anderen Metal-Bands auf, die ihn in der Musik beeinflussten.
In der Schule gründete er seine erste Band, mit der er Coverversionen von Grunge- und Alternativmusik probte. Mit seiner zweiten Band begann er eigene Musik zu kreieren, die Elemente des Nu-Metal enthielt. Danach widmete sich Redzed der Solomusik. Er lernte selbst Beats zu komponieren und zu produzieren. Zu Beginn experimentierte er mit elektronischer Musik.
Er veröffentlichte ein Mixtape namens Paranoid über YouTube. Im Jahr 2017 folgte die EP Melanchoboy1998 und das Mixtape Ecstasy.
Es wurden auch die ersten Musikvideos zu den Songs Rampage und Mosh Pit in My Stomach erstellt.
Im März 2018 wurde das nächste Mixtape namens Gerd veröffentlicht, auf dem der US-Amerikaner Tsunami J ebenfalls zu hören ist. Im selben Jahr trat Redzed bei Scarlxrds Show in der MeetFactory in Prag auf sowie beim Hip Hop Kemp im Sommer.
Anschließend begann er nach und nach Singles zu veröffentlichen, aus denen später der überwiegende Teil seines kommenden Albums Bohemian Psycho bestand. Anfang 2019 begab sich Redzed auf die Cruci-Fiction Tour, eine Konzerttour zusammen mit dem slowakischen Rapper RNZ und Sodoma Gomora (ZNK) in ganz Tschechien.
Im März 2019 wurde BOHEMIAN PSYCHO veröffentlicht, auch als physischer Datenträger auf dem ZNK-eShop erhältlich. Neben bekannten Hits wie Straight Outta Flames und Rave In The Grave gibt es auf dem Album einen weiteren amerikanischen Einfluss in Form des Rappers Gizma auf dem Track Ghoul. Der Track wurde kurz darauf zusammen mit einem Musikvideo auf dem YouTube-Kanal TRASH veröffentlicht, der über zwei Millionen Abonnenten hat. Später folgte eine Reihe von Singles, darunter Hits wie My Bats Will Eat You, Alien und der gemeinsame Track mit Bill $aber – Horror. Damit einher ging auch eine Welle von Auftritten auf großen tschechischen Musikfestivals wie dem Votvírák oder dem Rock for People. Am 13. September 2019 fand im Prager Storm Club ein besonderes Treffen zwischen Redzed und den bereits erwähnten amerikanischen Gästen Gizma und Bill $aber im Rahmen des Auftritts des Rappers Ramirez vom Label G*59 RECORDS statt. Im Oktober wurde eine EP mit drei Songs namens Cemetery Punk veröffentlicht, wobei der bekannteste von ihnen der vorwiegend trap-klingende Song Meth Phonk ist.

## Band
Im Laufe des Jahres 2020 entschied sich Redzed, seine musikalischen Auftritte um eine Live-Band zu erweitern. Der Schlagzeuger Matěj Král und im September auch der Gitarrist Jari Sheller, der auch sein persönlicher Fotograf ist, schlossen sich der Band an.

## Diskografie
- 2016: Illuminati Confirmed LP (Digital, Mixtape)
- 2016: UH! LP (Digital, Mixtape)
- 2016: Paranoid (Digital, Mixtape)
- 2017: Melanchoboy1998 (Digital, EP)
- 2017: ECSTASY (Digital, Mixtape)
- 2018: GERD (Digital, Mixtape)
- 2018: RAVE IN THE GRAVE
- 2019: Bohemian Psycho (CD, Kompilační album)
- 2019: Cemetry Punk EP (Digital, EP)
- 2020: Suicidal Hippie EP (Digital, EP)
- 2020: Drugs = Magic Compilation (Digital, Kompilační album)
- 2020: Melanchoboy
- 2021: Junkie Sex Appeal
- 2022: NOISE AT A FUNERAL
- 2024: Tales of a Necromancer